# Arcipelago Rimskij-Korsakov
L'arcipelago Rimskij-Korsakov (in russo Архипелаг Римского-Корсакова, Archipelag Rimskogo-Korsakova?) è un gruppo di isole russe che si trova nella parte occidentale del golfo di Pietro il Grande, nel Mare del Giappone, nell'Estremo Oriente russo. Appartengono amministrativamente al Chasanskij rajon, del territorio del Litorale. L'arcipelago è composto da sei isole principali e decine di isolotti e faraglioni; è situato a sud-ovest dell'arcipelago dell'imperatrice Eugenia e dista circa 70 km dalla città di Vladivostok.

## Storia
Le isole sono state scoperte nel 1851 da baleniere francesi, e descritte, nel 1852, dall'equipaggio del brigantino francese Caprice che le chiamò Iles Pelees (che significa "isole nude"). Le isole sono state poi visitate dagli equipaggi russi della fregata Pallada e della goletta Vostok, nel 1854, che gli hanno dato il nome di Isole Korsakov. In seguito, nel 1859, sono state descritte e mappate dall'equipaggio del clipper Strelok che le ha chiamate Golye (tornando alla dicitura francese di "nude"). Infine, quando negli anni 1862-1863 furono esaminate dettagliatamente dalla spedizione del colonnello Vasilij Matveevič Babkin, gli fu dato il nome del comandante della goletta Vostok, il tenente Voin Andreevič Rimskij-Korsakov (Воин Андреевич Римский-Корсаков), fratello maggiore del compositore Nikolaj Rimskij-Korsakov.

## Le isole
- Bol'šoj Pelis (Большой Пелис), l'isola principale, con una superficie di 3,6 km². Il suo punto più alto raggiunge i 193 m.
- Isola di Stenin (Стенина), isoletta a nord-est di Bol'šoj Pelis; ha una superficie di 1,27 km² e un'altezza massima di 144,3 m.
- Isola di De-Livron (Де-Ливрона).
- Isola di Matveev (Матвеева), si trova ad ovest di Bol'šoj Pelis. Raggiunge i 128 m di altezza.
- Isola di Durnovo (Дурново).
- Isola di Gil'tebrandt (Гильдебрандта).